# Heilige Liga (1576)

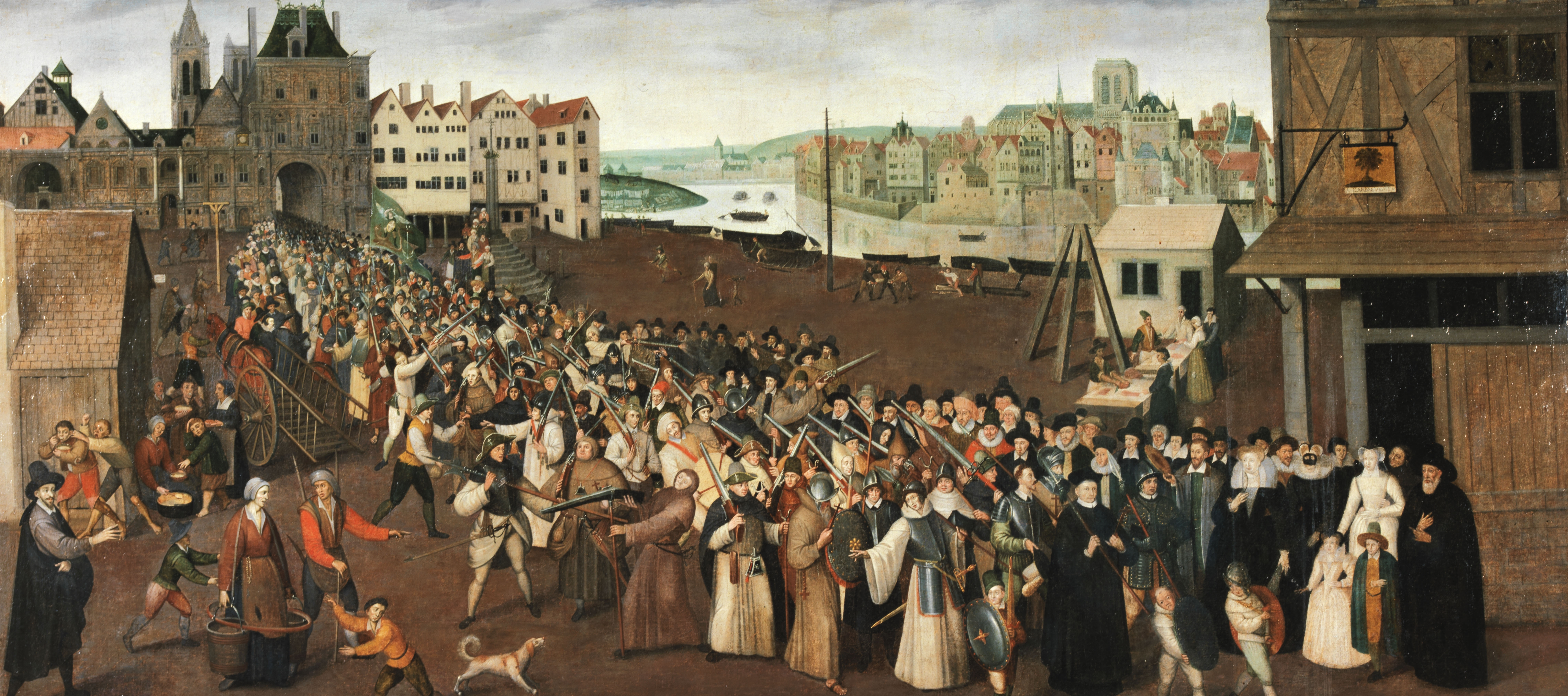
Prozession der Heiligen Liga in Paris 1590, Musée Carnavalet

Die Heilige Liga (französisch Sainte Ligue), auch Katholische Liga (Ligue catholique), war eine 1576/77 bzw. 1584–1593 bestehende Vereinigung französischer katholischer Adeliger, zunächst unter Leitung von Henri I. de Lorraine, 3. Duc de Guise, die während der Hugenottenkriege gegen die französischen Calvinisten (Hugenotten) Partei ergriff.
Jedoch waren nicht nur religiöse Hintergründe (Gegenreformation) maßgebend für die Gründung der Liga im Jahr 1576. Neben dem Ziel, die als zu weitgehend empfundenen Zugeständnisse an die Hugenotten im Edikt von Beaulieu rückgängig zu machen, war auch eine Restaurierung des früheren Einflusses des Hauses Guise auf das Königshaus sowie die Schwächung der Zentralmacht in Frankreich ein Motiv. König Heinrich III. versuchte, sich an die Spitze dieser Bewegung zu setzen und nahm die Kampfhandlungen auf (Sechster Hugenottenkrieg), wurde jedoch von den Generalständen im Stich gelassen. Nach dem Frieden von Bergerac löste er die Heilige Liga im September 1577 auf.
Diese wurde allerdings wiederbelebt, als 1584 der Thronfolger Heinrichs III., Franz von Alençon, starb und nach salischem Erbrecht der Hugenotte Heinrich von Navarra in der Thronfolge auf den ersten Platz rückte. Die Liga präsentierte mit dem Kardinal von Bourbon einen Alternativkandidaten und paktierte mit Philipp II. von Spanien. Nun war die Liga allerdings keine reine Adelspartei mehr, sondern eine Bewegung mit Rückhalt beim Bürgertum, besonders von Paris. Der Herzog Heinrich von Guise überspannte jedoch den Bogen, als er dem König im Januar 1588 ein Ultimatum stellte, im Mai einen Volksaufstand anzettelte und ihn einen Monat später zu einem Vergleich nötigte. Der Versuch, die Liga durch die Ermordung des Herzogs von Guise entscheidend zu schwächen, hatte allerdings keinen Erfolg. Im Gegenteil, der König Heinrich III. wurde 1589 selbst von dem durch Liga-Propaganda aufgestachelten Mönch Jacques Clément ermordet. Die Liga konnte nicht verhindern, dass der Hugenotte Heinrich von Navarra als Heinrich IV. sein Nachfolger wurde, bekämpfte ihn aber weiterhin nach Kräften. Erst als Heinrich IV. 1593 zum Katholizismus konvertiert war, schwand der Einfluss der Heiligen Liga.
Die letzten Anhänger der Katholischen Liga in der Bretagne anerkannten den König Heinrich IV. im Jahr 1598 nach einer Bestechung von 4,300,000 livres.